# Hystricia flavitibia
Hystricia flavitibia là một loài ruồi trong họ Tachinidae.